# 육인순
육인순(陸寅順, 1914년 ~ 1972년 양력 10월 30일)은 대한민국의 교육인이자 사회사업가이다. 재단법인 혜원학원의  이사장을 지냈다. 제 39대 국무총리를 지낸 한승수의 장모이며 본관은 옥천이다.
박정희의 처형이었으며 1963년 서울특별시 시립부녀사업관 관장에 임명되었다. 이어 서울 중랑구 망우동에 혜원여중·고등학교를 설립하고 재단법인 혜원학원의 이사장을 지냈다.
육영수의 언니이며 홍순일과 결혼하여, 3남 5녀를 두었다. 둘째딸 홍소자(洪昭子)는 제 39대 국무총리를 지낸 외교관 한승수, 넷째딸 홍재희는 윤석민(전 국회의원)과 결혼했다.

## 가족 관계
| 관계         | 이름           | 출생일          | 사망일          | 활동사항                                                             |  |
| ------------ | -------------- | --------------- | --------------- | -------------------------------------------------------------------- |  |
| 증조할아버지 | 육병규         | 미상            | 미상            | 작은할아버지 육용정의 양아버지                                       |  |
| 증조할아버지 | 육병두         | 1811년          | 1849년          | 할아버지 육용필과 작은할아버지 육용정의 친아버지                     |  |
| 증조할머니   | 성주 이씨      | 미상            | 미상            | 할아버지 육용필과 작은할아버지 육용정의 친어머니                     |  |
| 할아버지     | 육용필         | 1838년          | 1921년          |                                                                      |  |
| 할머니       | 이씨           | 1840년          | 1876년          |                                                                      |  |
| 작은할아버지 | 육용정         | 1843년 1월 1일  | 1917년 6월 14일 | 자신만 보고 사망                                                     |  |
| 작은할머니   | 능성 구씨      | 미상            | 미상            |                                                                      |  |
| 삼촌         | 육종윤         | 1863년          | 미상            | 아버지와 나이차가 심함                                               |  |
| 사촌오빠     | 육정수         | 1885년          | 1949년          | 아버지보다 연상                                                      |  |
| 큰아버지     | 육종면         |                 |                 | 선장,변호사                                                          |  |
| 고모         | 육씨           |                 |                 | 기혼 및 출가                                                         |  |
| 큰아버지     | 육종선         |                 |                 | 요절                                                                 |  |
| 외할아버지   | 이종림         | 1862년          | 1933년          |                                                                      |  |
| 외삼촌       | 이씨           | 미상            | 미상            |                                                                      |  |
| 아버지       | 육종관(陸鐘寬) | 1893년          | 1965년          | 옥천의 지주                                                          |  |
| 어머니       | 이경령(李慶齡) | 1895년          | 1976년          |                                                                      |  |
| 남동생       | 육인수         | 1919년          | 2001년          | 정치가                                                               |  |
| 여동생       | 육영수         | 1925년          | 1974년          | 문세광에게 피살당함                                                  |  |
| 제부         | 박정희         | 1917년          | 1979년          | 10.26 사건으로 서거                                                  |  |
| 여동생       | 육예수         | 1929년          |                 | 육씨 남매중 유일하게 생존중                                          |  |
| 제부         | 조태호         | 미상            | 1988년          | 암 투병 중 사망                                                      |  |
| 남편         | 홍순일(洪淳一) | 1910년          | 1990년대        | 경성제대 법학부 졸업. 만주국 관리, 해방 후 교통부 기획과장, 감사실장 |  |
| 아들         | 홍세표(洪世杓) | 1935년 2월 21일 |                 | 전 한국외환은행장, 현 학교법인 혜원학원 이사장                       |  |
| 둘째 아들    | 홍국표(洪國杓) |                 |                 | 미국으로 이민감.                                                     |  |
| 셋째 아들    | 홍민표(洪民杓) |                 |                 | 현대자동차 상무이사로 재직중.                                        |  |
| 딸           | 홍은표(洪銀杓) |                 |                 | 장덕진(만주지역 농장 산업)과 결혼                                    |  |
| 딸           | 홍소자(洪昭子) | 1939년 10월 7일 |                 | 전 혜원여고 교장, 대한적십자사부총재. 한승수와 결혼                  |  |
| 딸           | 홍정자         |                 |                 | 유연상 영남대 이사장과 결혼                                          |  |
| 딸           | 홍지자         |                 |                 | 정영삼(한국민속촌 회장)과 결혼                                       |  |
| 딸           | 홍재희         |                 |                 | 윤석민(전 국회의원)과 결혼                                           |  |

## 참고자료
- “혜원여자고등학교”. 2007년 1월 25일에 원본 문서에서 보존된 문서. 2007년 11월 10일에 확인함.
- “오마이뉴스 블로그”. 2007년 11월 10일에 확인함.[깨진 링크(과거 내용 찾기)]
- “조선일보 카페”. 2007년 11월 17일에 원본 문서에서 보존된 문서. 2007년 11월 11일에 확인함.